# Magdaléna Rybáriková

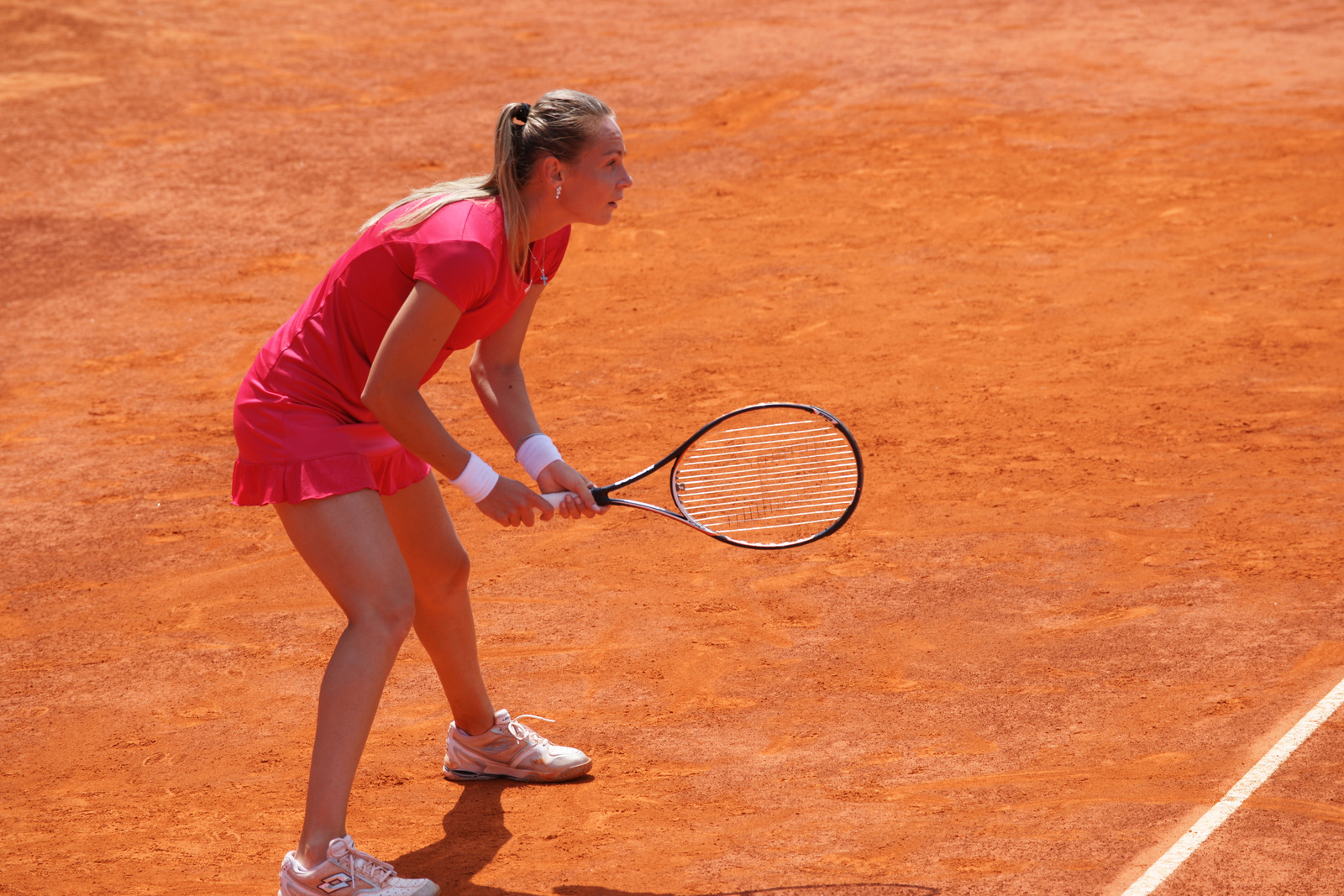
Magdaléna Rybáriková à l'Open de Cagnes-sur-Mer en 2012.

Magdaléna Rybáriková, née le 4 octobre 1988 à Piešťany, est une joueuse de tennis slovaque, professionnelle de 2004 à 2020.
À ce jour, elle compte quatre titres en simple sur le circuit WTA, acquis à Birmingham en 2009, à Memphis en 2011 et à Washington en 2012 et 2013.

## Carrière tennistique
Magdaléna Rybáriková dispute ses premiers tournois ITF en 2004 et remporte ceux du Caire et de Mestre l'année suivante.
En 2006, elle réussit son entrée en matière dans sa première épreuve WTA à Prague en battant Lucie Šafářová et Milagros Sequera. La Slovaque est sélectionnée pour les barrages de Fed Cup la même année et gagne tous ses matchs de simple. Elle obtient son meilleur résultat sur le circuit junior en atteignant la finale de Wimbledon (défaite contre Caroline Wozniacki). La suite de la saison est pourtant gâchée par une fracture de la jambe survenue en août qui la prive de plusieurs semaines de compétition. Elle reprend la compétition en octobre mais peine à retrouver un niveau compétitif. Elle prend part en 2007 à des tournois ITF sans glaner de succès.
Les performances s'améliorent sensiblement en 2008 avec deux titres consécutifs dans les ITF de Saint-Pétersbourg et Patras. Invitée à Prague comme en 2006, elle se défait de Meghann Shaughnessy au premier tour mais ne peut disputer le match suivant contre Vera Zvonareva, blessée au dos. Elle participe à son premier tournoi du Grand Chelem à Roland-Garros, où elle parvient au second tour en franchissant les qualifications.
Elle participe alors régulièrement aux tournois du circuit principal. Elle améliore sa meilleure performance en Grand Chelem en se hissant au troisième tour de l'US Open après avoir battu Gisela Dulko et Tamira Paszek. Elle termine l'année 2008 sur une demi-finale à Tachkent et parvient à la 58e place mondiale, soit une progression de plus de 200 places en une année.
Après plusieurs années marquées par quatre titres et de nombreuses blessures qui la font se classer au-delà de la 400e place mondiale, elle atteint en 2017 à la surprise générale et bénéficiant d'un classement protégé les demi-finales du tournoi de Wimbledon, avec des victoires sur Monica Niculescu (51e, 6-4, 6-1), la n°3 mondiale Karolína Plíšková (3-6, 7-5, 6-2), Lesia Tsurenko (35e, 6-2, 6-1), la qualifiée Croate Petra Martić (6-4, 2-6, 6-3) et sur la tête de série n°24 et 25e mondiale Coco Vandeweghe (6-3, 6-3). Elle sera cependant stoppée nettement (6-1, 6-1) à ce stade par la numéro 15 mondiale et future lauréate du tournoi, Garbiñe Muguruza. Ce tournoi est de loi sa meilleure performance dans les tournois du Grand Chelem et permet à la Slovaque de retourner dans le top 40 pour la première fois depuis 2014, à la 33e place. Après un troisième tour à l'US Open et une finale à Linz, elle se rend au tournoi de tennis des championnes, où elle sera éliminée en phase de Poule avec une victoire contre la n°10 mondiale Kristina Mladenovic (7-5, 2-6, 7-6) au terme d'un marathon, et une défaite contre la future lauréate du tournoi, Julia Görges. Elle termine la meilleure année de sa carrière au 20e rang mondial.

## Palmarès

### Titres en simple dames
| No | Date       | Nom et lieu du tournoi      | Catégorie | Dotation  | Surface      | Finaliste                | Score        |          |
| -- | ---------- | --------------------------- | --------- | --------- | ------------ | ------------------------ | ------------ | -------- |
| 1  | 08-06-2009 | Aegon Classic, Birmingham   | Intern'l  | 220 000 $ | Gazon (ext.) | Li Na                    | 6-0, 7-62    | Parcours |
| 2  | 14-02-2011 | Cellular South Cup, Memphis | Intern'l  | 220 000 $ | Dur (int.)   | Rebecca Marino           | 6-2, 0-0 ab. | Parcours |
| 3  | 30-07-2012 | Citi Open, Washington       | Intern'l  | 220 000 $ | Dur (ext.)   | Anastasia Pavlyuchenkova | 6-1, 6-1     | Parcours |
| 4  | 29-07-2013 | Citi Open, Washington       | Intern'l  | 235 000 $ | Dur (ext.)   | Andrea Petkovic          | 6-4, 7-62    | Parcours |

### Finales en simple dames
| No | Date       | Nom et lieu du tournoi            | Catégorie | Dotation  | Surface      | Vainqueure         | Score         |          |
| -- | ---------- | --------------------------------- | --------- | --------- | ------------ | ------------------ | ------------- | -------- |
| 1  | 19-09-2011 | Int'l Women's Open, Guangzhou     | Intern'l  | 220 000 $ | Dur (ext.)   | Chanelle Scheepers | 6-2, 6-2      | Parcours |
| 2  | 18-08-2014 | Connecticut Open, New Haven       | Premier   | 710 000 $ | Dur (ext.)   | Petra Kvitová      | 6-4, 6-2      | Parcours |
| 3  | 09-10-2017 | Upper Austria Ladies, Linz        | Intern'l  | 250 000 $ | Dur (int.)   | Barbora Strýcová   | 6-4, 6-1      | Parcours |
| 4  | 18-06-2018 | Nature Valley Classic, Birmingham | Premier   | 871 028 $ | Gazon (ext.) | Petra Kvitová      | 4-6, 6-1, 6-2 | Parcours |

### Titre en double dames
| No | Date       | Nom et lieu du tournoi | Catégorie | Dotation  | Surface      | Partenaire       | Finalistes                       | Score    |          |
| -- | ---------- | ---------------------- | --------- | --------- | ------------ | ---------------- | -------------------------------- | -------- | -------- |
| 1  | 30-04-2012 | Grand Prix Budapest    | Intern'l  | 220 000 $ | Terre (ext.) | Janette Husárová | Eva Birnerová Michaëlla Krajicek | 6-4, 6-2 | Parcours |

### Finale en double dames
| No | Date       | Nom et lieu du tournoi | Catégorie | Dotation  | Surface    | Vainqueures                       | Partenaire         | Score    |          |
| -- | ---------- | ---------------------- | --------- | --------- | ---------- | --------------------------------- | ------------------ | -------- | -------- |
| 1  | 20-09-2010 | Tashkent Open Tachkent | Intern'l  | 220 000 $ | Dur (ext.) | Alexandra Panova Tatiana Poutchek | Alexandra Dulgheru | 6-3, 6-4 | Parcours |

## Parcours en Grand Chelem

### En simple dames
| Année | Open d'Australie | Open d'Australie   | Internationaux de France | Internationaux de France | Wimbledon       | Wimbledon           | US Open         | US Open                  |
| ----- | ---------------- | ------------------ | ------------------------ | ------------------------ | --------------- | ------------------- | --------------- | ------------------------ |
| 2007  | —                | —                  | —                        | —                        | Q1              | Monica Niculescu    | —               | —                        |
| 2008  | —                | —                  | 2e tour (1/32)           | Dinara Safina            | 1er tour (1/64) | Monica Niculescu    | 3e tour (1/16)  | Patty Schnyder           |
| 2009  | 1er tour (1/64)  | Vera Zvonareva     | 2e tour (1/32)           | Jelena Janković          | 1er tour (1/64) | Roberta Vinci       | 3e tour (1/16)  | Venus Williams           |
| 2010  | 1er tour (1/64)  | Dinara Safina      | 2e tour (1/32)           | Alona Bondarenko         | 1er tour (1/64) | Aravane Rezaï       | 1er tour (1/64) | Aravane Rezaï            |
| 2011  | 1er tour (1/64)  | Kaia Kanepi        | 1er tour (1/64)          | Svetlana Kuznetsova      | 1er tour (1/64) | Victoria Azarenka   | 1er tour (1/64) | Lucie Šafářová           |
| 2012  | 1er tour (1/64)  | Dominika Cibulková | 1er tour (1/64)          | Jarmila Gajdošová        | 1er tour (1/64) | Agnieszka Radwańska | 2e tour (1/32)  | Zheng Jie                |
| 2013  | 1er tour (1/64)  | Garbiñe Muguruza   | 2e tour (1/32)           | Svetlana Kuznetsova      | 1er tour (1/64) | Barbora Strýcová    | 1er tour (1/64) | Patricia Mayr            |
| 2014  | 2e tour (1/32)   | Kurumi Nara        | 2e tour (1/32)           | María Teresa Torró Flor  | 1er tour (1/64) | Belinda Bencic      | 1er tour (1/64) | Caroline Wozniacki       |
| 2015  | 2e tour (1/32)   | Peng Shuai         | 2e tour (1/32)           | Flavia Pennetta          | 3e tour (1/16)  | Olga Govortsova     | 1er tour (1/64) | Anastasia Pavlyuchenkova |
| 2016  | 2e tour (1/32)   | Lauren Davis       | 1er tour (1/64)          | Serena Williams          | 1er tour (1/64) | Eugenie Bouchard    | —               | —                        |
| 2017  | —                | —                  | 2e tour (1/32)           | Mariana Duque Mariño     | 1/2 finale      | Garbiñe Muguruza    | 3e tour (1/16)  | Garbiñe Muguruza         |
| 2018  | 1/8 de finale    | Caroline Wozniacki | 3e tour (1/16)           | Lesia Tsurenko           | 1er tour (1/64) | Sorana Cîrstea      | 1er tour (1/64) | Wang Qiang               |
| 2019  | 1er tour (1/64)  | Petra Kvitová      | 1er tour (1/64)          | Johanna Larsson          | 2e tour (1/32)  | Coco Gauff          | Q1              | Han Na-lae               |

N.B. : à droite du résultat se trouve le nom de l'ultime adversaire.

### En double dames
| Année | Open d'Australie              | Open d'Australie           | Internationaux de France          | Internationaux de France      | Wimbledon                    | Wimbledon                   | US Open                      | US Open                     |
| ----- | ----------------------------- | -------------------------- | --------------------------------- | ----------------------------- | ---------------------------- | --------------------------- | ---------------------------- | --------------------------- |
| 2008  | —                             | —                          | —                                 | —                             | —                            | —                           | 1er tour (1/32) İpek Şenoğlu | S. Lisicki Aravane Rezaï    |
| 2009  | 1er tour (1/32) Petra Kvitová | Ayumi Morita M. Müller     | 1er tour (1/32) Ayumi Morita      | B. Mattek Nadia Petrova       | 2e tour (1/16) Y. Wickmayer  | V. Azarenka Elena Vesnina   | 2e tour (1/16) E. Gallovits  | Yan Zi Zheng Jie            |
| 2010  | 1er tour (1/32) R. Voráčová   | Shahar Peer Voskoboeva     | 1er tour (1/32) Chang Kai-chen    | M. Kirilenko A. Radwańska     | 2e tour (1/16) K. Zakopalová | Amanmuradova K. Barrois     | 3e tour (1/8) A. Dulgheru    | Elena Vesnina V. Zvonareva  |
| 2011  | 3e tour (1/8) A. Dulgheru     | Liezel Huber Nadia Petrova | 3e tour (1/8) A. Dulgheru         | A. Hlaváčková L. Hradecká     | —                            | —                           | 1er tour (1/32) A. Dulgheru  | M. Koryttseva T. Poutchek   |
| 2012  | 1er tour (1/32) K. Zakopalová | A. Hlaváčková L. Hradecká  | —                                 | —                             | —                            | —                           | 2e tour (1/16) J. Husárová   | Raquel Kops A. Spears       |
| 2013  | 1er tour (1/32) K. Flipkens   | Raquel Kops A. Spears      | 2e tour (1/16) I.-C. Begu         | V. Lepchenko Zheng Saisai     | 2e tour (1/16) K. Flipkens   | J. Janković Mirjana Lučić   | 2e tour (1/16) Vania King    | Nadia Petrova K. Srebotnik  |
| 2014  | 2e tour (1/16) S. Vögele      | Hantuchová L. Raymond      | 3e tour (1/8) A. Petkovic         | Sara Errani Roberta Vinci     | 1/2 finale A. Petkovic       | Tímea Babos K. Mladenovic   | 1er tour (1/32) A. Petkovic  | M. Hingis F. Pennetta       |
| 2015  | 1er tour (1/32) A. Petkovic   | C. Garcia K. Srebotnik     | 2e tour (1/16) A. Dulgheru        | Sílvia Soler M. T. Torró      | 1er tour (1/32) A. Petkovic  | Kudryavtseva Pavlyuchenkova | 2e tour (1/16) D. Cibulková  | Tímea Babos K. Mladenovic   |
| 2016  | 2e tour (1/16) B. Bencic      | Grönefeld Vandeweghe       | 1er tour (1/32) A. K. Schmiedlová | Johansson P. Parmentier       | 2e tour (1/16) Y. Putintseva | Julia Görges K. Plíšková    | —                            | —                           |
| 2017  | —                             | —                          | —                                 | —                             | —                            | —                           | 2e tour (1/16) J. Čepelová   | Sania Mirza Peng Shuai      |
| 2018  | —                             | —                          | 2e tour (1/16) V. Kužmová         | Nicole Melichar Květa Peschke | —                            | —                           | 2e tour (1/16) V. Kužmová    | Pavlyuchenkova A. Sevastova |
| 2019  | 1er tour (1/32) V. Kužmová    | Sam Stosur Zhang Shuai     | 2e tour (1/16) M. Vondroušová     | Forfait                       |                              |                             |                              |                             |

N.B. : le nom du ou de la partenaire se trouve sous le résultat ; le nom des ultimes adversaires se trouve à droite.

## Parcours en «Premier Mandatory» et «Premier 5»
Découlant d'une réforme du circuit WTA inaugurée en 2009, les tournois WTA « Premier Mandatory » et « Premier 5 » constituent les catégories d'épreuves les plus prestigieuses, après les quatre levées du Grand Chelem.

### En simple dames
| Année |              | Premier Mandatory               | Premier Mandatory               | Premier Mandatory             | Premier Mandatory            |       | Premier 5 | Premier 5                     | Premier 5                    | Premier 5                   | Premier 5                     | Premier 5 | Premier 5                    |
| Année | Indian Wells | Miami                           | Madrid                          | Pékin                         |                              | Dubaï | Rome      | Canada                        | Cincinnati                   |                             | Tokyo                         |           |                              |
| Année | Indian Wells | Miami                           | Madrid                          | Pékin                         |                              | Doha  | Rome      | Canada                        | Cincinnati                   |                             | Wuhan                         |           |                              |
| Année | Indian Wells | Miami                           | Madrid                          | Pékin                         |                              |       | Rome      | Canada                        | Cincinnati                   |                             |                               |           |                              |
| 2009  |              | 1er tour (1/64) Y. Wickmayer    | 2e tour (1/32) A. Mauresmo      | 1er tour (1/32) V. Lepchenko  | 1er tour (1/32) M. Bartoli   |       |           | 1er tour (1/32) S. Stosur     | 1er tour (1/32) V. Razzano   | 1er tour (1/32) A. Ivanović | 1er tour (1/32) K. Bondarenko |           | 1/4 de finale A. Radwańska   |
| 2010  |              | 1er tour (1/64) J. Henin        | 2e tour (1/32) M. Bartoli       | 1er tour (1/32) A. Bondarenko |                              |       |           | 1er tour (1/32) K. Bondarenko |                              |                             |                               |           |                              |
| 2011  |              |                                 |                                 |                               |                              |       |           |                               |                              |                             |                               |           | 1er tour (1/32) D. Cibulková |
| 2012  |              | 2e tour (1/32) D. Cibulková     | 1er tour (1/64) M. Keys         |                               |                              |       |           |                               |                              |                             |                               |           |                              |
| 2013  |              | 3e tour (1/16) G. Muguruza      | 3e tour (1/16) A. Radwańska     | 1er tour (1/32) L. Robson     | 1er tour (1/32) E. Bouchard  |       |           |                               | 1er tour (1/32) Zheng J.     | 1/4 de finale S. Williams   | 3e tour (1/8) V. Azarenka     |           | 3e tour (1/8) C. Wozniacki   |
| 2014  |              | 3e tour (1/16) J. Janković      | 1er tour (1/64) M. Puig         | 2e tour (1/16) L. Šafářová    |                              |       |           | 2e tour (1/16) Li Na          | 1er tour (1/32) C. Dellacqua | 2e tour (1/16) L. Šafářová  | 1er tour (1/32) C. Wozniacki  |           |                              |
| 2015  |              | 1er tour (1/64) L. Arruabarrena | 1er tour (1/64) A. Van Uytvanck |                               |                              |       |           |                               | 2e tour (1/16) J. Janković   |                             |                               |           | 1er tour (1/32) M. Keys      |
| 2016  |              | 1/4 de finale V. Azarenka       |                                 |                               |                              |       |           |                               |                              |                             |                               |           |                              |
| 2017  |              |                                 |                                 |                               | 2e tour (1/16) S. Halep      |       |           |                               |                              | 2e tour (1/16) S. Halep     |                               |           | 1er tour (1/32) A. Radwańska |
| 2018  |              | 2e tour (1/32) S. Zhuk          | 2e tour (1/32) M. Niculescu     | 1er tour (1/32) J. Konta      | 1er tour (1/32) J. Ostapenko |       |           | 2e tour (1/16) M. Niculescu   | 1er tour (1/32) J. Konta     | 2e tour (1/16) C. Garcia    | 1er tour (1/32) E. Mertens    |           |                              |
| 2019  |              | 1er tour (1/64) T. Maria        | 2e tour (1/32) J. Görges        |                               |                              |       |           |                               |                              |                             |                               |           |                              |

Sous le résultat, l’ultime adversaire.

### En double dames
| Année | Premier Mandatory | Premier Mandatory        | Premier Mandatory    | Premier Mandatory | Premier Mandatory | Premier Mandatory | Premier Mandatory | Premier Mandatory | Premier 5 | Premier 5 | Premier 5 | Premier 5 | Premier 5 | Premier 5 | Premier 5 | Premier 5 | Premier 5  | Premier 5                 | Premier 5   | Premier 5 | Premier 5 | Premier 5 |
| Année | Indian Wells      | Indian Wells             | Miami                | Miami             | Madrid            | Madrid            | Pékin             | Pékin             | Dubaï     | Dubaï     | Doha      | Doha      | Rome      | Rome      | Canada    | Canada    | Cincinnati | Cincinnati                | Tokyo       | Tokyo     | Wuhan     | Wuhan     |
| ----- | ----------------- | ------------------------ | -------------------- | ----------------- | ----------------- | ----------------- | ----------------- | ----------------- | --------- | --------- | --------- | --------- | --------- | --------- | --------- | --------- | ---------- | ------------------------- | ----------- | --------- | --------- | --------- |
| 2011  |                   |                          |                      |                   |                   |                   |                   |                   |           |           |           |           |           |           |           |           |            |                           |             |           |           |           |
| —     | —                 | 1er tour (1/16) Dulgheru | Kuznetsova Zvonareva | —                 | —                 | —                 | —                 | —                 | —         |           |           | —         | —         | —         | —         | —         | —          | 1er tour (1/8) Zakopalová | Chan Görges |           |           |           |

N.B. : le nom de la partenaire se trouve sous le résultat ; le nom des ultimes adversaires se trouve à droite.

## Parcours en Fed Cup
| #                                                                              | Date       | Lieu         | Surface         | Gagnante(s)                             | Perdante(s)                              | Score          |          |
|                                                                                |            |              |                 |                                         |                                          |                |          |
| 2005 - Barrage (groupe mondial II) - Thaïlande - Slovaquie - 4 : 1             |            |              |                 |                                         |                                          |                |          |
| 1                                                                              | 09/07/2005 | Pathum Thani | Dur (ext.)      | Tamarine Tanasugarn                     | Magdaléna Rybáriková                     | 6-1, 6-2       | Parcours |
| 1                                                                              | 09/07/2005 | Pathum Thani | Dur (ext.)      | Montinee Tangphong Napaporn Tongsalee   | Dominika Cibulková Magdaléna Rybáriková  | 3-6, 6-1, 7-5  | Parcours |
|                                                                                |            |              |                 |                                         |                                          |                |          |
| 2006 - Barrage (groupe mondial II) - Slovaquie - Thaïlande - 5 : 0             |            |              |                 |                                         |                                          |                |          |
| 2                                                                              | 15/07/2006 | Bratislava   | Dur (int.)      | Magdaléna Rybáriková                    | S. Viratprasert                          | 6-3, 6-3       | Parcours |
| 2                                                                              | 15/07/2006 | Bratislava   | Dur (int.)      | Janette Husárová Magdaléna Rybáriková   | Nudnida Luangnam Thassha Vitayaviroj     | 6-2, 6-3       | Parcours |
|                                                                                |            |              |                 |                                         |                                          |                |          |
| 2007 - 1er tour (groupe mondial II) - Slovaquie - République tchèque - 0 : 5   |            |              |                 |                                         |                                          |                |          |
| 3                                                                              | 21/04/2007 | Bratislava   | Terre (ext.)    | B. Z. Strýcová                          | Magdaléna Rybáriková                     | 6-1, 2-1 ab.   | Parcours |
|                                                                                |            |              |                 |                                         |                                          |                |          |
| 2008 - 1er tour (groupe mondial II) - République tchèque - Slovaquie - 3 : 2   |            |              |                 |                                         |                                          |                |          |
| 4                                                                              | 02/02/2008 | Brno         | Moquette (int.) | Nicole Vaidišová                        | Magdaléna Rybáriková                     | 7-5, 6-4       | Parcours |
| 4                                                                              | 02/02/2008 | Brno         | Moquette (int.) | Magdaléna Rybáriková                    | Petra Cetkovská                          | 6-4, 6-3       | Parcours |
|                                                                                |            |              |                 |                                         |                                          |                |          |
| 2008 - Barrage (groupe mondial II) - Slovaquie - Ouzbékistan - 5 : 0           |            |              |                 |                                         |                                          |                |          |
| 5                                                                              | 26/04/2008 | Bratislava   | Terre (int.)    | Magdaléna Rybáriková                    | Akgul Amanmuradova                       | 7-64, 6-2      | Parcours |
| 5                                                                              | 26/04/2008 | Bratislava   | Terre (int.)    | Janette Husárová Magdaléna Rybáriková   | Vlada Ekshibarova Albina Khabibulina     | 6-0, 6-2       | Parcours |
|                                                                                |            |              |                 |                                         |                                          |                |          |
| 2009 - 1er tour (groupe mondial II) - Slovaquie - Belgique - 4 : 1             |            |              |                 |                                         |                                          |                |          |
| 6                                                                              | 07/02/2009 | Bratislava   | Dur (int.)      | Magdaléna Rybáriková Lenka Wienerová    | Tamaryn Hendler Sofie Oyen               | 6-4, 6-4       | Parcours |
|                                                                                |            |              |                 |                                         |                                          |                |          |
| 2010 - Barrage (groupe mondial I) - Serbie - Slovaquie - 2 : 3                 |            |              |                 |                                         |                                          |                |          |
| 7                                                                              | 24/04/2010 | Belgrade     | Terre (int.)    | Jelena Janković                         | Magdaléna Rybáriková                     | 7-65, 6-3      | Parcours |
| 7                                                                              | 24/04/2010 | Belgrade     | Terre (int.)    | Bojana Jovanovski                       | Magdaléna Rybáriková                     | 6-1, 7-64      | Parcours |
| 7                                                                              | 24/04/2010 | Belgrade     | Terre (int.)    | Daniela Hantuchová Magdaléna Rybáriková | Jelena Janković Bojana Jovanovski        | 6-4, 6-3       | Parcours |
|                                                                                |            |              |                 |                                         |                                          |                |          |
| 2011 - 1/4 de finale (groupe mondial) - Slovaquie - République tchèque - 2 : 3 |            |              |                 |                                         |                                          |                |          |
| 8                                                                              | 05/02/2011 | Bratislava   | Dur (int.)      | Jana Čepelová Magdaléna Rybáriková      | Květa Peschke B. Z. Strýcová             | 6-1, 4-6, 7-64 | Parcours |
|                                                                                |            |              |                 |                                         |                                          |                |          |
| 2011 - Barrage (groupe mondial I) - Slovaquie - Serbie - 2 : 3                 |            |              |                 |                                         |                                          |                |          |
| 9                                                                              | 16/04/2011 | Bratislava   | Terre (int.)    | Jelena Janković Aleksandra Krunić       | Daniela Hantuchová Magdaléna Rybáriková  | 2-6, 7-5, 9-7  | Parcours |
|                                                                                |            |              |                 |                                         |                                          |                |          |
| 2012 - 1er tour (groupe mondial II) - Slovaquie - France - 3 : 2               |            |              |                 |                                         |                                          |                |          |
| 10                                                                             | 04/02/2012 | Bratislava   | Dur (int.)      | Virginie Razzano Kristina Mladenovic    | Magdaléna Rybáriková Jana Čepelová       | 6-1, 6-2       | Parcours |
|                                                                                |            |              |                 |                                         |                                          |                |          |
| 2012 - Barrage (groupe mondial I) - Espagne - Slovaquie - 2 : 3                |            |              |                 |                                         |                                          |                |          |
| 11                                                                             | 21/04/2012 | Marbella     | Terre (ext.)    | Nuria Llagostera Arantxa Parra          | Magdaléna Rybáriková Anna K. Schmiedlová | 6-0, 6-77, 6-3 | Parcours |
|                                                                                |            |              |                 |                                         |                                          |                |          |
| 2013 - 1er tour (groupe mondial) - Serbie - Slovaquie - 2 : 3                  |            |              |                 |                                         |                                          |                |          |
| 12                                                                             | 09/02/2013 | Niš          | Dur (int.)      | Vesna Dolonc Aleksandra Krunić          | Jana Čepelová Magdaléna Rybáriková       | Forfait        | Parcours |
|                                                                                |            |              |                 |                                         |                                          |                |          |
| 2014 - 1er tour (groupe mondial) - Slovaquie - Allemagne - 1 : 3               |            |              |                 |                                         |                                          |                |          |
| 13                                                                             | 08/02/2014 | Bratislava   | Dur (int.)      | Jana Čepelová Magdaléna Rybáriková      | Julia Görges Anna-Lena Grönefeld         | 4-6, 6-3, 10-7 | Parcours |
|                                                                                |            |              |                 |                                         |                                          |                |          |
| 2015 - 1er tour (groupe mondial II) - Pays-Bas - Slovaquie - 4 : 1             |            |              |                 |                                         |                                          |                |          |
| 14                                                                             | 07/02/2015 | Apeldoorn    | Terre (int.)    | Arantxa Rus                             | Magdaléna Rybáriková                     | 6-3, 6-4       | Parcours |
| 14                                                                             | 07/02/2015 | Apeldoorn    | Terre (int.)    | Kiki Bertens                            | Magdaléna Rybáriková                     | 6-1, 2-6, 6-1  | Parcours |
|                                                                                |            |              |                 |                                         |                                          |                |          |
| 2018 - 1er tour (groupe mondial II) - Slovaquie - Russie : 4 : 1               |            |              |                 |                                         |                                          |                |          |
| 15                                                                             | 10/02/2018 | Bratislava   | Dur (int.)      | Magdaléna Rybáriková                    | Anna Kalinskaya                          | 5-7, 6-3, 6-4  | Parcours |

## Classements WTA en fin de saison
| Année          | 2004 | 2005 | 2006 | 2007 | 2008 | 2009 | 2010 | 2011 | 2012 | 2013 | 2014 | 2015 | 2016 | 2017 | 2018 | 2019 |
| Rang en simple | 924  | 302  | 330  | 279  | 58   | 45   | 104  | 72   | 62   | 38   | 51   | 77   | 154  | 20   | 49   | 173  |
| Rang en double | –    | –    | –    | –    | 265  | 134  | 78   | 112  | 156  | 130  | 66   | 160  | 235  | 401  | 175  | 869  |

Source : (en) Classements de Magdaléna Rybáriková sur le site officiel de la Fédération internationale de tennis

## Records et statistiques

### Victoires sur le top 10
Toutes ses victoires sur des joueuses classées dans le top 10 de la WTA lors de la rencontre.
| Légende         |
| Grand Chelem    |
| Jeux olympiques |
| Masters         |
| Premier         |
| Elite Trophy    |
| Intern'l        |
| Fed Cup         |

| # |       |  | Tournoi      | Année | Surface    |               | Adversaire          | Rang  | Tour         | Score          | Tableau |
| - | ----- |  | ------------ | ----- | ---------- | ------------- | ------------------- | ----- | ------------ | -------------- | ------- |
| 1 | no 43 |  | Washington   | 2013  | Dur        |               | Angelique Kerber    | no 9  | 1/4          | 7-60, 3-6, 6-3 | Tableau |
| 2 | no 42 |  | Toronto      | 2013  | Dur        |               | Marion Bartoli      | no 8  | 1/8          | 7-65, 1-0 ab.  | Tableau |
| 3 | no 68 |  | New Haven    | 2014  | Dur        |               | Simona Halep        | no 2  | 1/8          | 6-2, 4-6, 6-3  | Tableau |
| 4 | no 65 |  | Wimbledon    | 2015  | Gazon      |               | Ekaterina Makarova  | no 8  | 1/32         | 6-2, 7-5       | Tableau |
| 5 | no 97 |  | Indian Wells | 2016  | Dur        |               | Belinda Bencic      | no 8  | 1/16         | 6-4, 3-6, 6-3  | Tableau |
| 6 | no 97 |  | Indian Wells | 2016  | Dur        | Roberta Vinci | no 10               | 1/8   | 6-2, 2-0 ab. |                | Tableau |
| 7 | no 85 |  | Wimbledon    | 2017  | Gazon      |               | Karolína Plíšková   | no 3  | 1/32         | 3-6, 7-5, 6-2  | Tableau |
| 8 | no 22 |  | Zhuhai       | 2017  | Dur (int.) |               | Kristina Mladenovic | no 10 | Poules       | 7-5, 1-6, 7-65 | Tableau |
| 9 | no 19 |  | Birmingham   | 2018  | Gazon      |               | Karolína Plíšková   | no 7  | 1/32         | 6-2, 6-3       | Tableau |